# The Squeaker
The Squeaker (Brasil: O Mistério de Londres / Portugal: Os Mistérios de Londres) é um filme policial produzido no Reino Unido, dirigido por William K. Howard e lançado em 1937.